# Kristina kyrka
Kristina Kyrka är en kyrkobyggnad som tillhör Sala församling i Västerås stift. Den ligger i Sala kommun och är Sala stadskyrka.

## Kyrkobyggnaden

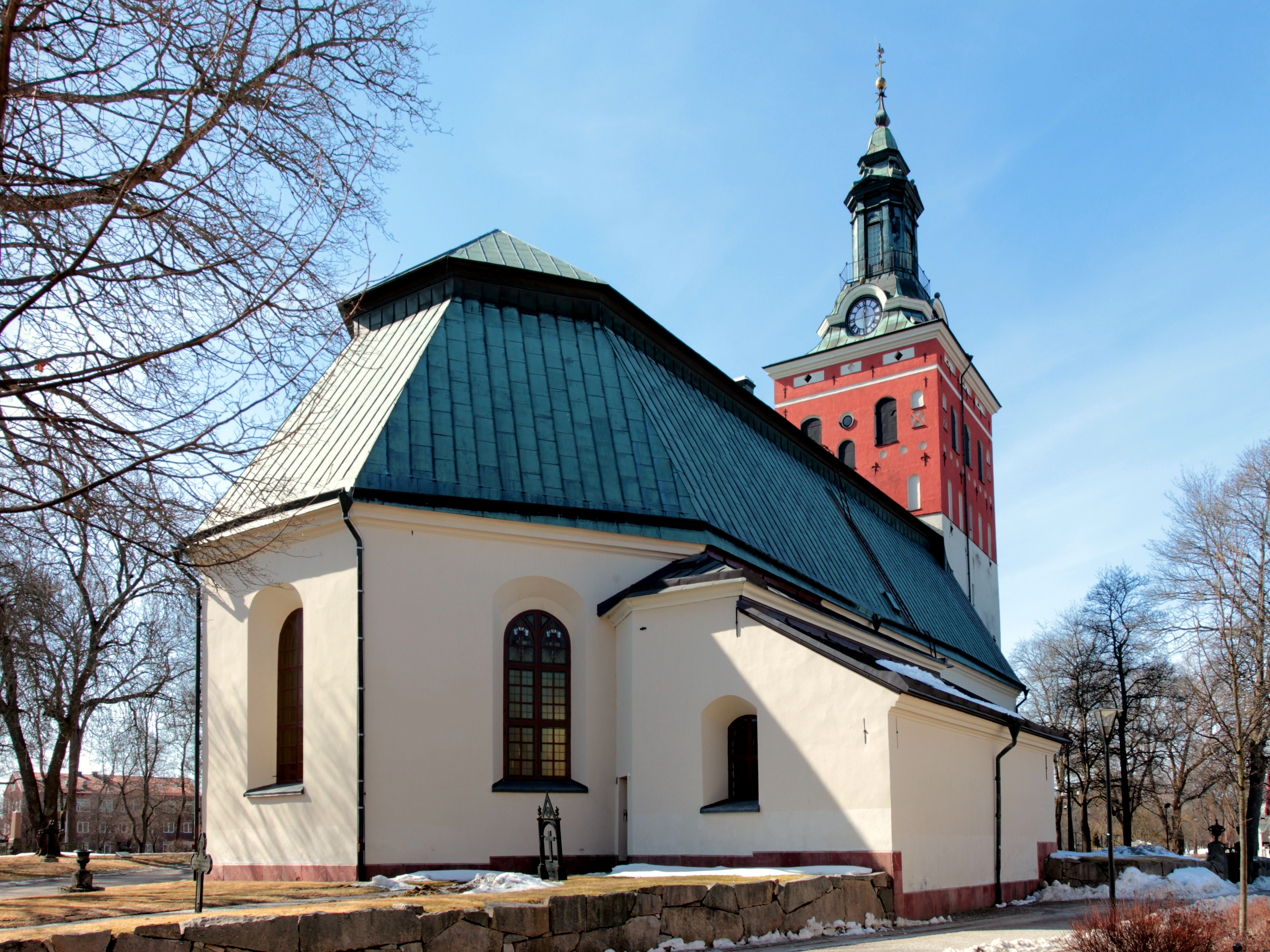
Exteriör

Kyrkan byggdes 1635–1641 som en följd av att Sala fick stadsrättigheter år 1624. Detta innebar att församlingsborna inte längre fick plats i Sala sockenkyrka (landskyrka) respektive Norrby kyrka i vilka de tidigare hade samlats för att fira gudstjänster. Det är okänt vem som varit arkitekt eller byggmästare för kyrkan. År 1641 slogs valv i kyrkan. Invigning av kyrkan ägde rum den 18 december 1641 (fjärde advent).
Kyrkobygget var en djärv satsning av ett hundratal borgare i den nygrundade staden. Kyrkan fick namn efter drottning Kristina. Från 1600-talets konstnärliga utsmyckning finns nu enbart sandstensportalerna i norr och söder kvar.
Kyrkan har ett imponerande yttre med ett mäktigt torn med blinderingar, typiska för stormaktstiden. En hög spira fanns på taket före branden år 1736, när såväl kyrkan som stora delar av Sala stad brann ned. Kyrkan återuppbyggdes snabbt och stod färdig 1739. En ny tornhuv fanns på plats 1749. Den tros vara ritatd av Lars Larsson Steinholz, som var konstmästare vid Sala silvergruva.
Sala bergslag skänkte ett tornur till kyrkan år 1750. Det var i funktion till slutet av 1800-talet. Ett nytt urverk gjordes år 1900 av firman Linderoths urfabrik i Stockholm. Det ersattes år 1970 av ett elektriskt ur, gjort av firma Westerstrand. Tornavsatsens järnstaket skänktes 1750 av friherre Charles De Geer på Lövstabruk.

## Interiör

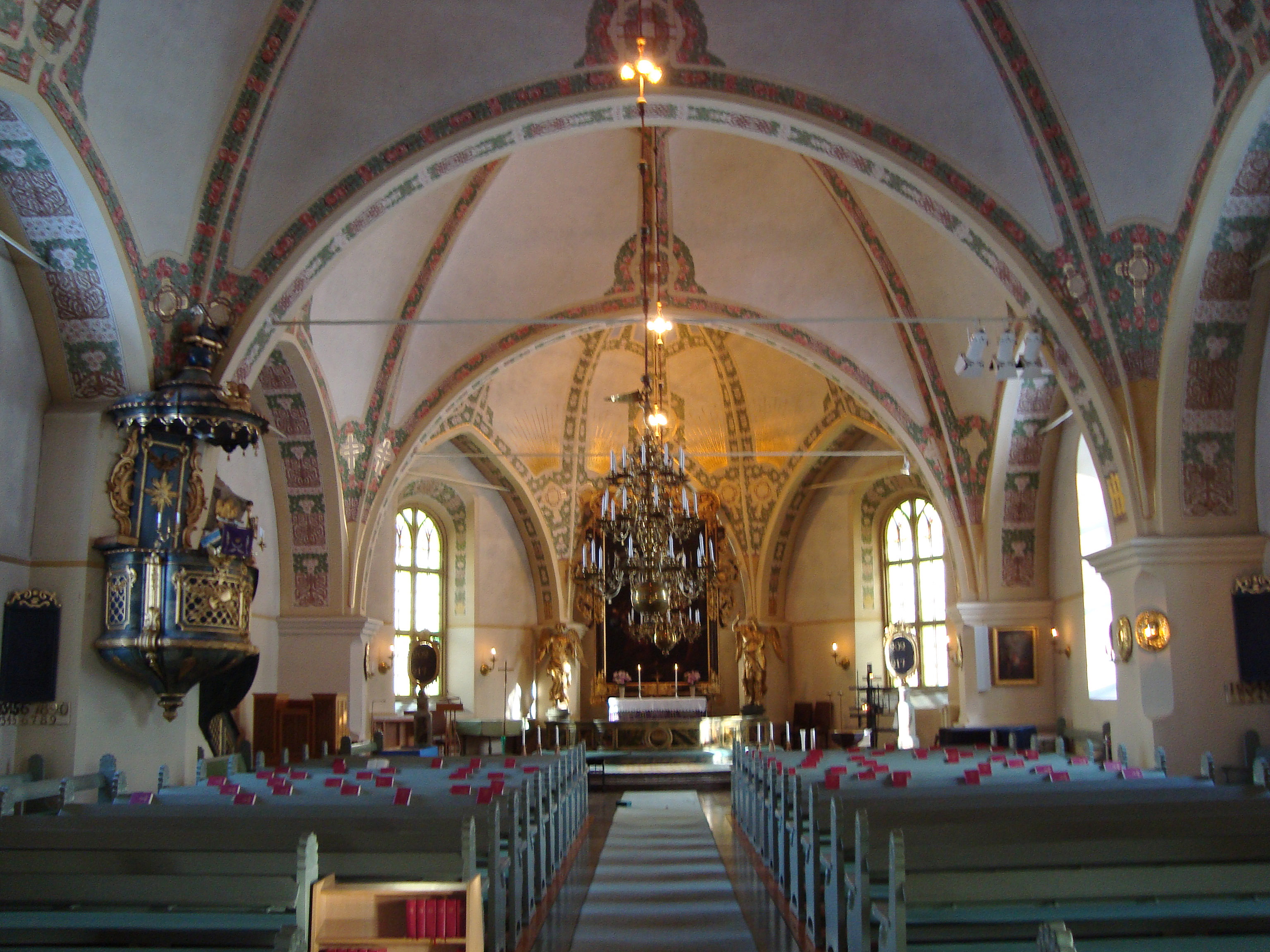
Interiör

På 1880-talet gjordes en större restaurering av kyrkan. Ny öppna kyrkbänkar installerades. Interiören målades i vitt, enligt tidens trend. Kyrkan fick nya portar i söder och väster.
1905–06 gjordes ytterligare restaurering och kyrkan fick centralvärme och elektriskt ljus. Valven dekorerades med rosenband.

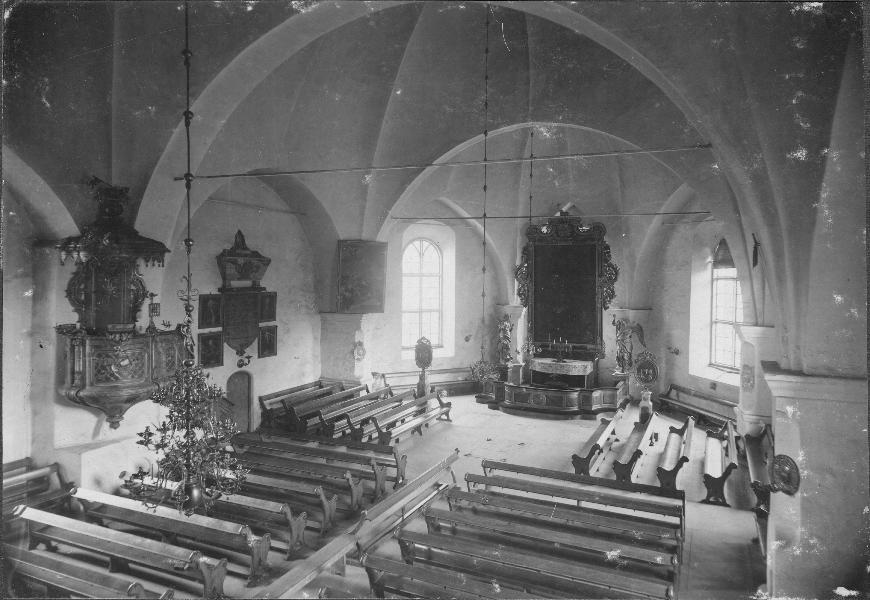
Interiören före restaureringen 1905.

### Altaruppsats
Altartavlan föreställer Jesus och de tolv apostlarna vid den sista måltiden. Tavlan skänktes av drottning Ulrika Eleonora år 1738. Den är antagligen gjord av hovmålaren Georg Engelhardt Schröder.
De flankerande änglarna tillhör en äldre altaruppsats som skänktes av änkedrottningen Hedvig Eleonora och hennes livmedikus Kaspar Schmidt. 1710–11 bodde det kungliga hovet i Sala för att undgå pesten i Stockholm. Därför gjordes donationen i fråga. Änglarna räddades vid branden 1736 och finns därför bevarade vid sidan av den nya altartavlan. Änglarna är gjorda av Daniel Kortz som var elev till Burchardt Precht.

### Dopfunt
Dopfuntens skål är av öländsk kalksten, av stilen att döma gjord på 1600-talet. Det torde vara kyrkans ursprungliga dopfunt, som överlevt branden 1736.

### Predikstol
Den gamla predikstolen är känd endast genom räkenskapsuppgifter. 1645 donerades pengar till förbättringar av en enklare predikstol, vilken blev klar 1647. Den förstördes vid branden 1736.
Den nuvarande predikstolen gjordes 1762 av bildhuggaren Jonas Holmin i Västerås.

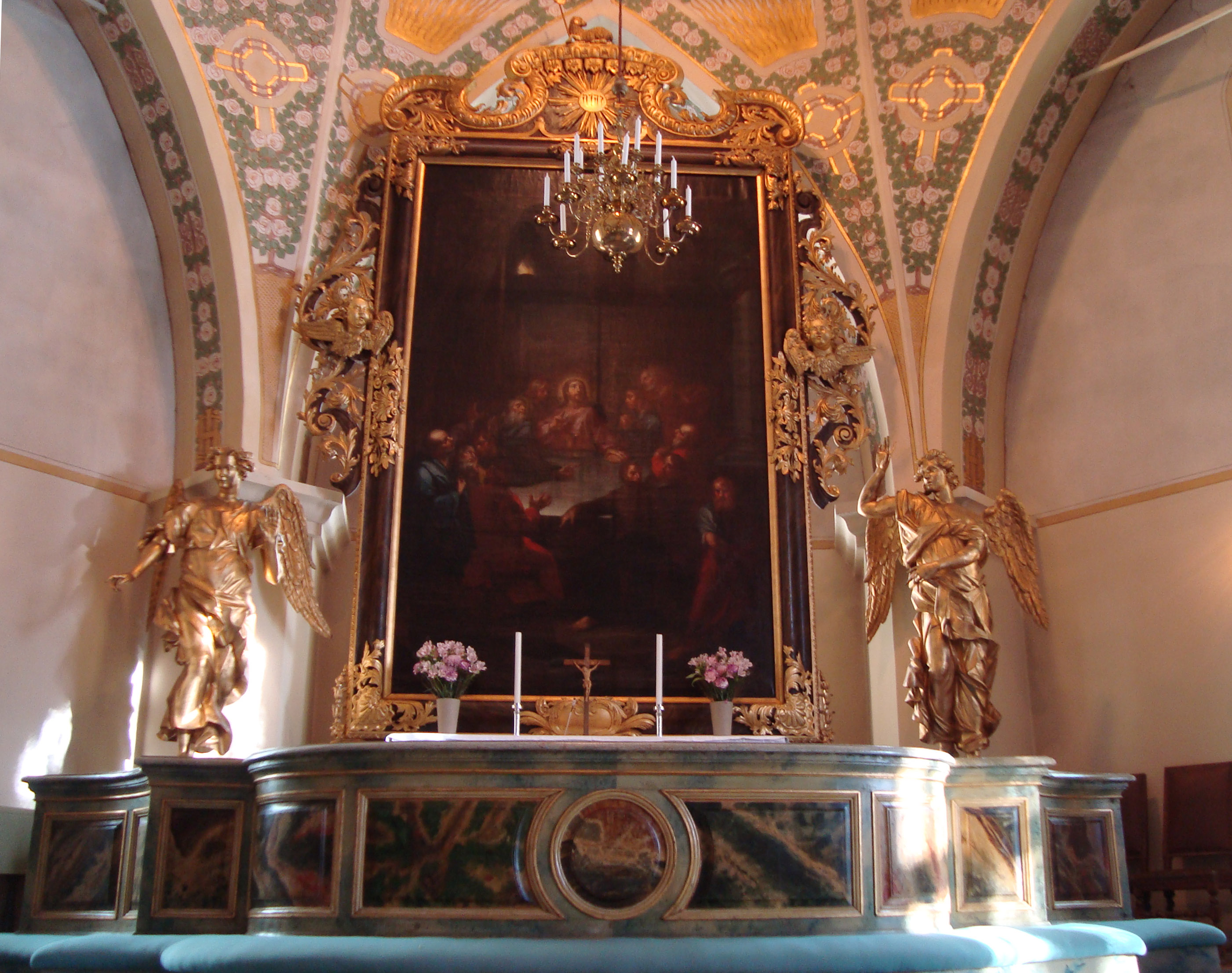
Altaruppsatsen
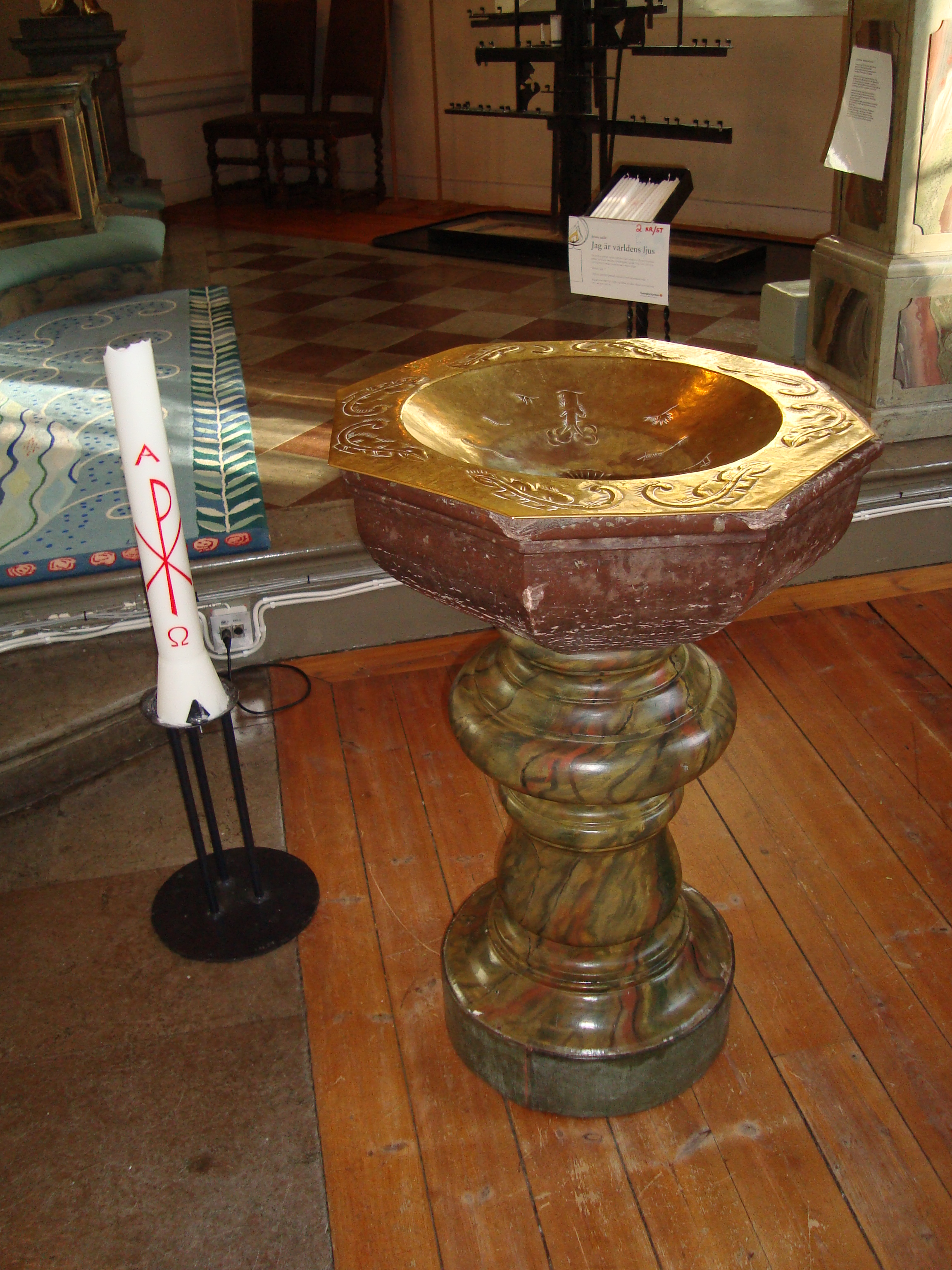
Dopfunten
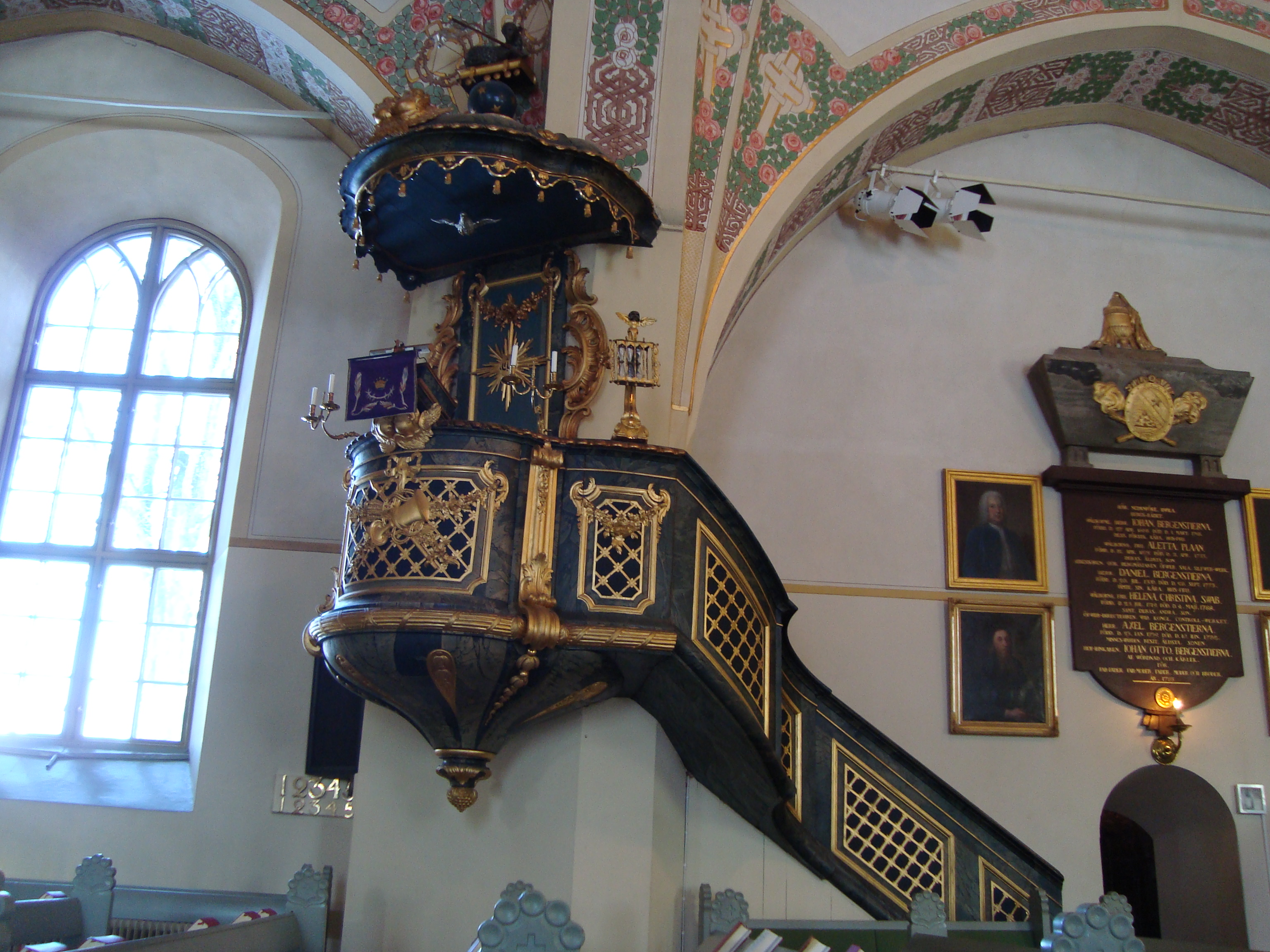
Predikstolen

### Epitafier
Ovanför ingången till sakristian finns ett epitafium över medlemmar i släkten Bergenstierna, som härstammade från en tysk jurist som kom till Sverige 1620. Johan Bergenstierna blev bergsråd i Sala. Sonen Daniel Bergenstierna blev bergmästare och chef för silververket i Sala.

### Sakristian
Sakristian är ett stort rum med två valv. På östra väggen hänger ett porträtt av den s.k. riksprosten greve Fredrik Bogislaus von Schwerin, kyrkoherde i Sala 1788–1834. Hans son Wilhelm von Schwerin (1792–1808) omkom i skadorna efter slaget vid Oravais 1808. En porträttmedaljong över sonen hänger på samma vägg.

### Orgel
- 1640–1642 byggde Göran Spett, Sala en orgel med 24 stämmor.
- 1690–1692 byggde  Christian Gusche, Sala en orgel. Orgelverket förstördes i en brand 1736.
- 1758 byggde Jonas Gren & Petter Stråhle, Stockholm en orgel med 27 stämmor, två manualer och pedal. Orgeln hade 6 bälgar. Sedan branden fanns ännu 3 stora silverpipor bevarade, skänkta av bergmästare Grisbak, som används i verket, och är gr. C om 130 lod, H 48 3⁄16 lod och ostr. C 45 15⁄16 lod.

| Huvudverk I       | Öververk II   | Pedal         | Koppel |
| Kvintadena 16'    | Kortflöjt 8'  | Subbas 16'    |        |
| Principal 8'      | Principal 4'  | Principal 8'  |        |
| Flachflöjt 8'     | Rörflöjt 4'   | Gedackt 8'    |        |
| Oktava 4'         | Oktava 2'     | Oktava 4'     |        |
| Spetsflöjt 4'     | Scharf 3 chor | Scharf 3 chor |        |
| Oktava 2          | Trumpet 8'    | Cymbel 2 chor |        |
| Fleut Traversiere | Trumpet 4 B   | Basun 16'     |        |
| Scharf 3 chor     | Vox virginea  | Trumpet 8     |        |
| Trumpet 8'        |               | Trumpet 4'    |        |
| Trumpet 16'       |               |               |        |

- 1906 byggdes en ny orgel av Johannes Magnusson, Göteborg med 30 stämmor, två manualer och pedal.
- Den nuvarande orgeln byggdes 1969 av Emil Hammer Orgelbau, Hannover, Tyskland. Orgeln har mekanisk traktur och elektrisk registratur. Den har även fria kombinationer. Den nuvarande fasaden är från 1758 års orgel.

| Huvudverk I       | Öververk II     | Svällverk III      | Pedal        | Koppel |
| Gedacktpommer 16' | Gedackt 8'      | Gedackt 16'        | Subbas 16´   | I/P    |
| Principal 8´      | Kvintadena 8'   | Harfenprincipal 8' | Principal 8' | II/P   |
| Spetsflöjt 8'     | Principal 4'    | Rörflöjt 8'        | Gedackt 8'   | III/P  |
| Oktava 4'         | Spetsgedackt 4' | Voix céleste 8'    | Koralbas 4'  | II/I   |
| Traversflöjt 4'   | Koppelflöjt 2'  | Oktava 4'          | Nachthorn 2' | III/I  |
| Flachflöjt 2'     | Sesquialtera II | Blockflöjt 4'      | Baszink III  |        |
| Mixtur IV         | Scharf III      | Kvinta 2 2/3'      | Basun 16'    |        |
| Trumpet 8'        | Krummhorn 8'    | Hålflöjt 2'        | Trumpet 8'   |        |
|                   | Tremulant       | Ters 1 3/5'        | Zink 4'      |        |
|                   |                 | Oktava 1'          |              |        |
|                   |                 | Mixtur V           |              |        |
|                   |                 | Fagott 16'         |              |        |
|                   |                 | Skalmeja 8'        |              |        |
|                   |                 | Tremulant          |              |        |
|                   |                 | Crescendosvällare  |              |        |